# Międzygorzyce-Niwa
Międzygorzyce-Niwa – część wsi Widuchowa w Polsce, położona w województwie świętokrzyskim, w powiecie buskim, w gminie Busko-Zdrój.
W latach 1975–1998 Międzygorzyce-Niwa administracyjnie należały do województwa kieleckiego.